# Xã Pennington, Quận Bradley, Arkansas
Xã Pennington (tiếng Anh: Pennington Township) là một xã thuộc quận Bradley, tiểu bang Arkansas, Hoa Kỳ. Năm 2010, dân số của xã này là 8.415 người.